# Aldo Velarde
Aldo Velarde Suárez (Montero, 1 de enero de 1977) es un exfutbolista y entrenador boliviano. Se desempeñaba en la posición de volante de contención y defensa. Desarrolló la mayor parte de su carrera en Guabirá, equipo del cual posee el récord de partidos disputados, con 252, en 10 temporadas.

## Trayectoria

### Guabirá
En 1995, Velarde junto a sus compañeros de equipo lograron llevar por primera vez en su historia al club a una final del campeonato boliviano, que infortunadamente perdieron contra San José. En la Copa Libertadores 1996 Guabirá quedó eliminado en la fase de grupos y El Tojo tuvo su debut en esta competición el 3 de abril, en la victoria 4 a 1 ante San José.

### Oriente Petrolero
Luego de diez años en Guabirá, en 2004 fue fichado por Oriente Petrolero, dirigido por el técnico Guillermo Álvaro Peña. Posteriormente el director técnico se fue del club en 2005 y Velarde se marchó, siendo esté su último club profesional.

## Como entrenador
Como director técnico dirigió a equipos de Fútbol base principalmente.

## Selección nacional

### Categorías menores
Fue convocado por Héctor Veira a la Selección sub-23 para disputar el Sudamericano Sub-23 de 2000 que se desarrolló en Brasil.
| Torneo                      | Sede   | Resultado    |
| --------------------------- | ------ | ------------ |
| Sudamericano Sub-20 de 1997 | Chile  | Primera fase |
| Sudamericano Sub-23 de 2000 | Brasil | Primera fase |

## Clubes

### Como jugador
| Club              | País    | Año         |
| ----------------- | ------- | ----------- |
| Guabirá           | Bolivia | 1995 - 2003 |
| Oriente Petrolero | Bolivia | 2004 - 2005 |